# Dubiefostola
Genre
Dubiefostola est un genre d'insectes coléoptères de la famille des Cerambycidae, de la sous-famille des Cerambycinae et de la tribu des Hesperophanini.

## Dénomination
Le genre Dubiefostola a été décrit par les entomologistes français Gérard Tavakilian et brésilien Miguel Angel Monné en 1991.

## Liste d'espèces
Selon BioLib (1 avril 2019) :
- Dubiefostola auricollis Tavakilian & Monné, 1991

## Publication originale
- Gérard Luc Tavakilian et Miguel Angel Monné, « Quatre nouveaux genres d'Hesperophanini néotropicaux (Coleoptera, Cerambycidae) », L'Entomologiste, vol. 47, no 3,‎ 1991, p. 157-169 (ISSN 0013-8886, lire en ligne).

## Articles liés
- Hesperophanini
- Liste des Cerambycinae de Guyane